# سانت سيا
سانت سيا  (聖闘士星矢  سينتو سيا)، المعروف أيضا باسم فرسان دائرة البروج، هو مسلسل مانغا ياباني من تأليف ماسامي كورومادا وإنتاج أسبوعية شونين جامب من 1986 إلى 1991 وتم تحويله إلى أنمي من قبل توي أنيميشن من 1986 إلى 1989.
تحكي قصة سانت سيا عن خمسة مقاتلين يسمون القديسين (أو الفرسان) وقتالهم المستمر بدروعهم التي تسمى الألبسة، التي تستمد تصاميمها من مختلف الكوكبات التي يتخذونها كرموز حارسة. أقسم هؤلاء القديسون على الولاء وحماية إلهة اليونان آثينا في حربها ضد آلهة أولامبيا الذين يحاولون السيطرة على الأرض.
لاقى المانغا والأنمي نجاحا باهرا في اليابان وعدة دول أوروبية وفي أمريكا اللاتينية من بينها فرنسا وإيطاليا وإسبانيا والمكسيك والبرازيل والأرجنتين، لكنه لم يترجم إلى الإنجليزية حتى 2003 ولم تتم ترجمته إلى العربية بعد. عرض أربعة أفلام متحركة في مسارح اليابان لكن ألغي ولم يتم إنهاؤه في 1989، وبقي جزء غير محول للأنمي. في 2002، أكملت توي أنيميشن الأنمي على شكل ثلاثة سلاسل رسوم متحركة أصلية للفيديو (آخرها انتهى في 2008) لتحويلها إلى أنمي وإعادة إحياء السلسلة وأنتج فيلم خامس في 2004.

## القصة
قبل ستة أعوام من بداية الأحداث أرسل مئة يتيم من اليابان إلى عدة مناطق في العالم، ليصبحوا المقاتلين المعروفين بالقديسين، تحت قيادة الإلهة اليونانية آثينا. كل قديس منهم هو تحت حماية كوكبة.
مصدر قوة هؤلاء القديسين يأتي من فهمهم لطبيعة الكوسمو، وهي طاقة روحية داخلية، تشكلت أثناء الانفجار العظيم. يقول مفهوم الكوسمو أن كل ذرة في جسم الإنسان تشبه مجموعة شمسية صغيرة وبما أن جسم الإنسان يتكون من ملايين الذرات مجموعها يشكل كوسمو صغير أو مجرة صغيرة وكل كوسمو شخص له خاصياته وطباعه. يطور القديسون مفهوم الكوسمو إلى مرتبة أكبر: بما أن جسم الإنسان مكون من ذرات فمن الممكن استعمال هذه الطاقات الغريبة الكامنة في الذرات لتحقيق إنجازات تفوق قدرة الإنسان.
تتمحور القصة حول واحد من القديسين المروف باسم سيا، والذي بعث إلى معبد في اليونان ليصبح قديس الفرس الأعظم (Pegasus). بعد ستة سنوات حقق هدفه وعاد إلى اليابان ليبحث عن أخته الكبرى. حينها عقد بيغازوس اتفاقا مع ساوري كيدو، حفيدة الشخص الذي أرسله والأيتام للتدريب، بأنه إذا شارك وفاز في مسابقة من تنظيمها تدعى الحروب المجرية ستسخر إمكانيات منظمتها (الأكبر في آسيا) للبحث معه عن أخته. كانت جائزة المسابقة، التي يتقاتل فيها الأيتام المدربون الذين أصبحوا قديسي برونز، هي أقوى لباس: لباس القنطور الذهبي.
في غضون السلسلة، سيصبح سيا شريكا مع عدة أصدقاء وقديسي برونز: شون وشيريو وإيكي وهيوغا. مثل أسطورة القديسين، على سيا وأصدقائه القتال معا لحماية الإلهة آثينا (و هي ساوري كيدو) من أي خطر، كما فعل من سبقهم منذ آلاف السنين.

## وصلات خارجية
- Saint Seiya website نسخة محفوظة 15 مايو 2007 على موقع واي باك مشين. (باليابانية)
- سانت سيا (مانغا) في شبكة أخبار الأنمي
- سانت سيا على موقع ANN manga (الإنجليزية)